# Frostvikenfjällen
Frostvikenfjällen, även Frostviksfjällen, är ett fjällområde som täcker stora delar av Frostvikens socken i Strömsunds kommun, Jämtlands län. Området är Jämtlands nordligaste område med fjäll och Strömsunds kommuns högsta punkt finns här. 

## Geografi
Frostvikenfjällen ligger i den nordligaste delen av Jämtlands län, och gränsar i väster och sydväst till Norge. I norr, vid Stekenjokkplatån, går gränsen mot Västerbottens län och Vilhelmina kommun. I söder gränsar området till Krokoms och Lierne kommuner och i öster ligger även Dorotea kommun. Samebyarna Ohredahke, Voernese och Raedtievaerie ligger i fjällområdet.

### Topografi och hydrografi
Området består av dalgångar, många sjöar, fjäll och platåer som varierar i storlek, höjd och djup (fjällen är relativt låga, ett fåtal toppar når över 1200 meter) samt granskogar och fjällbjörkskogar/lövskogar som täcker de mer låglänta dalgångarna och fjällsidorna. I söder och sydväst dominerar låga fjäll vars toppar ligger vid trädgränsen, medan de högre topparna och höglänta platåerna förekommer i de mellersta och norra delarna av socknen. Högsta punkt är Sielkentjakke, 1315 meter över havet, som även är Strömsunds kommuns och norra Jämtlands högsta topp. 
Frostvikenfjällen är ett mycket vattendragsrikt landskap med sjöar i olika storlekar och åar och älvar som rinner genom den stora socknen. Alla vattendrag ingår i Ångermanälvens huvudavrinningsområde, förutom ett litet antal sjöar som ligger längs med den norska gränsen. De största sjöarna är Kvarnbergsvattnet (65,8 km²), Stor-Blåsjön (40,3 km²) och Jormsjön (Stor-Jorm och Lill-Jorm, ca 35 km²).

### Naturskydd
Det finns det 7 naturreservat i Frostvikenfjällen: Daimadalen, Jougdadalen, Väktardalen, Blåsjöfjäll, Korallgrottan, Bjurälven och Skåarnja. Ett exempel på ett Natura 2000-klassat reservat är Väktardalen. Reservatet bildades 2019 för att skydda de mycket gamla granskogarna som präglar reservatet och den västra delen av Väktardalen.

### Tätorter
Frostviken är ett glesbefolkat område, där det inte finns en tätort med över 500 invånare. Största orten är Gäddede, som ligger i den södra delen av området, cirka tre kilometer från den norska gränsen. De flesta orterna ligger längs med den populära Vildmarksvägen, exempelvis Jormvattnet, Stora Blåsjön och Ankarvattnet. Det finns även flera mindre byar med ett litet antal invånare, däribland Viken, Jormlien, Ankarede och Kyrkbolandet. 
På den norra sidan av sjön Leipikvattnet ligger Jämtlands nordligaste permanenta bosättning, Leipikgården. Den grundades 1835 då en ung nybyggare från Norge slog sig ned intill sjöns strand.  

## Fjällvärlden
Frostvikenfjällen gränsar i öster till Borgafjällen i Västerbotten, Hotagsfjällen i söder och Børgefjell nationalpark i nordväst. Den norra delen av fjällområdet är en del av Stekenjokk, med fjäll som exempelvis Sipmeke och Gelvenåkko. Det centrala fjällmassivet som består av bland annat Sielkentjakke och Mellanskogsfjället innehåller många toppar på över 1000 meter.
Alla fjälltoppar har storslagna vyer, i många fall även mot den norska fjällvärlden. Ett fåtal fjäll står som "ensamma", då de ligger en bit från ett sammanhängande kalfjällsområde eller fjällmassiv vilket ger en mycket storslagen vy över omgivningen. Munsfjället och Fiskåfjället är sådana fjäll.
Det finns miltals med leder, vandringsleder och skoterleder, som sträcker sig över fjällvidder, ner i skogbeklädda dalar och över sjöar. Frostvikenfjällens leder har vissa bestämmelser, bland annat att:
- Skoterkörning utanför lederna i vissa områden är förbjudet.
- Skoterkörning kan vara helt förbjudet p.g.a. avstängda leder eller annat.
- Skoterkörning är rekommenderad att utföras på själva leden, för hänsyn till natur och djurliv.

Det finns tre stora kalfjällsområden i Frostvikens socken, varje med ett flertal toppar över tusen meter: 

### Stekenjokk

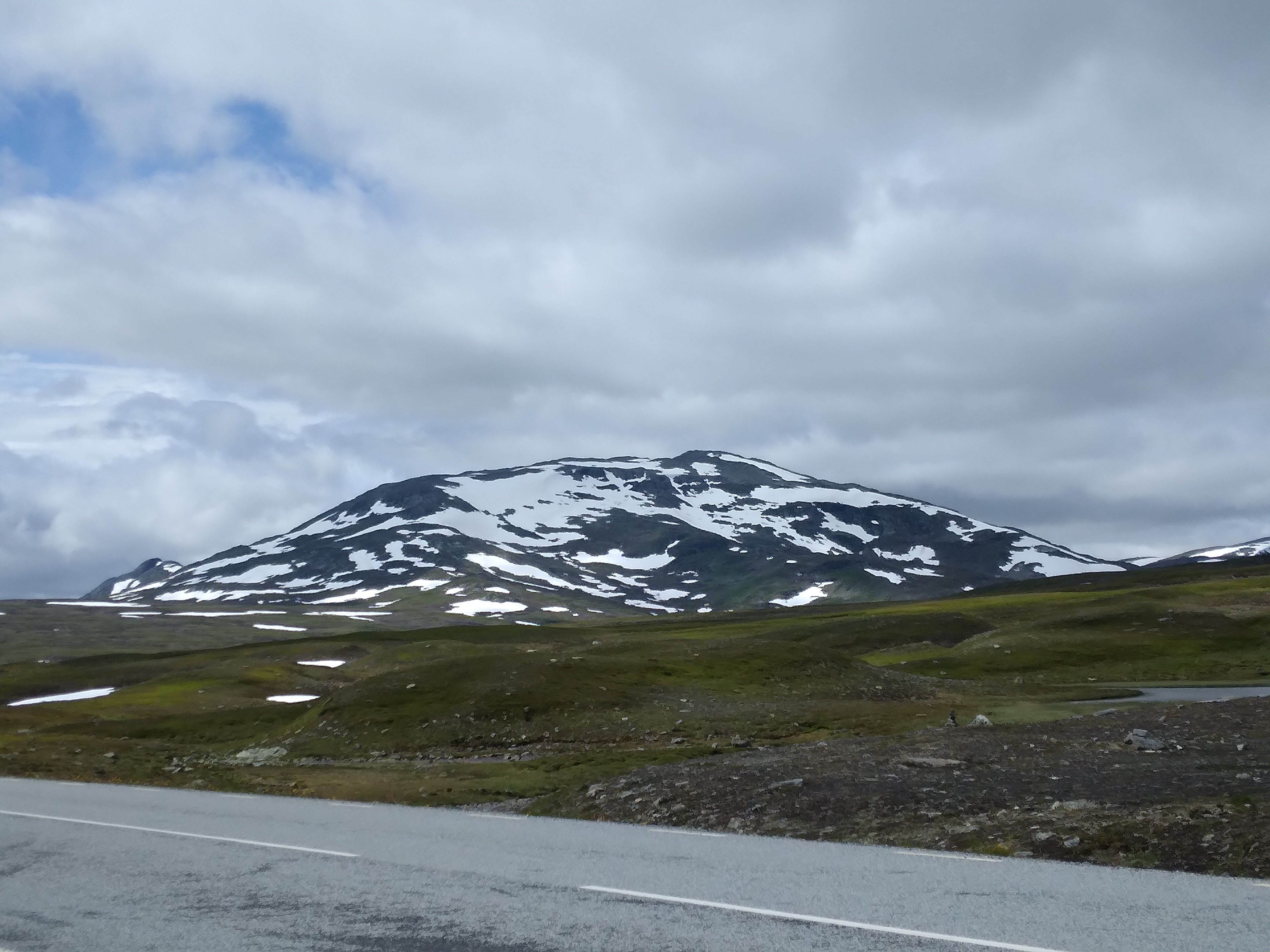
Sipmeke sedd från Vildmarksvägen

Stekenjokk är en höglänt platå med omgivande fjäll som ligger på gränsen mellan Västerbottens län och Jämtlands län. Den jämtländska delen ligger inom Skåarnjas naturreservat och är ett stort fågelskyddsområde. Från Stekenjokk utgår ett flertal vandringsleder, däribland mot Raurenjaure, Borgafjäll, Tjokkelestugan, 
Fjällen här är relativt enkla att bestiga på grund av närheten till Vildmarksvägen eller för att terrängen är flack. Endast ett fåtal fjäll är svåra att bestiga, exempelvis för att de ligger långt bort eller för att de är branta.
Vildmarksvägen går över Stekenjokk och har sin högsta punkt här – 876 meter över havet. Det finns parkeringar längs med vägen och vid den gamla Stekenjokkgruvan. De utnyttjas vanligen för övernattning, vandring och för att beskåda vyerna.  

### Mellanskogsfjäll

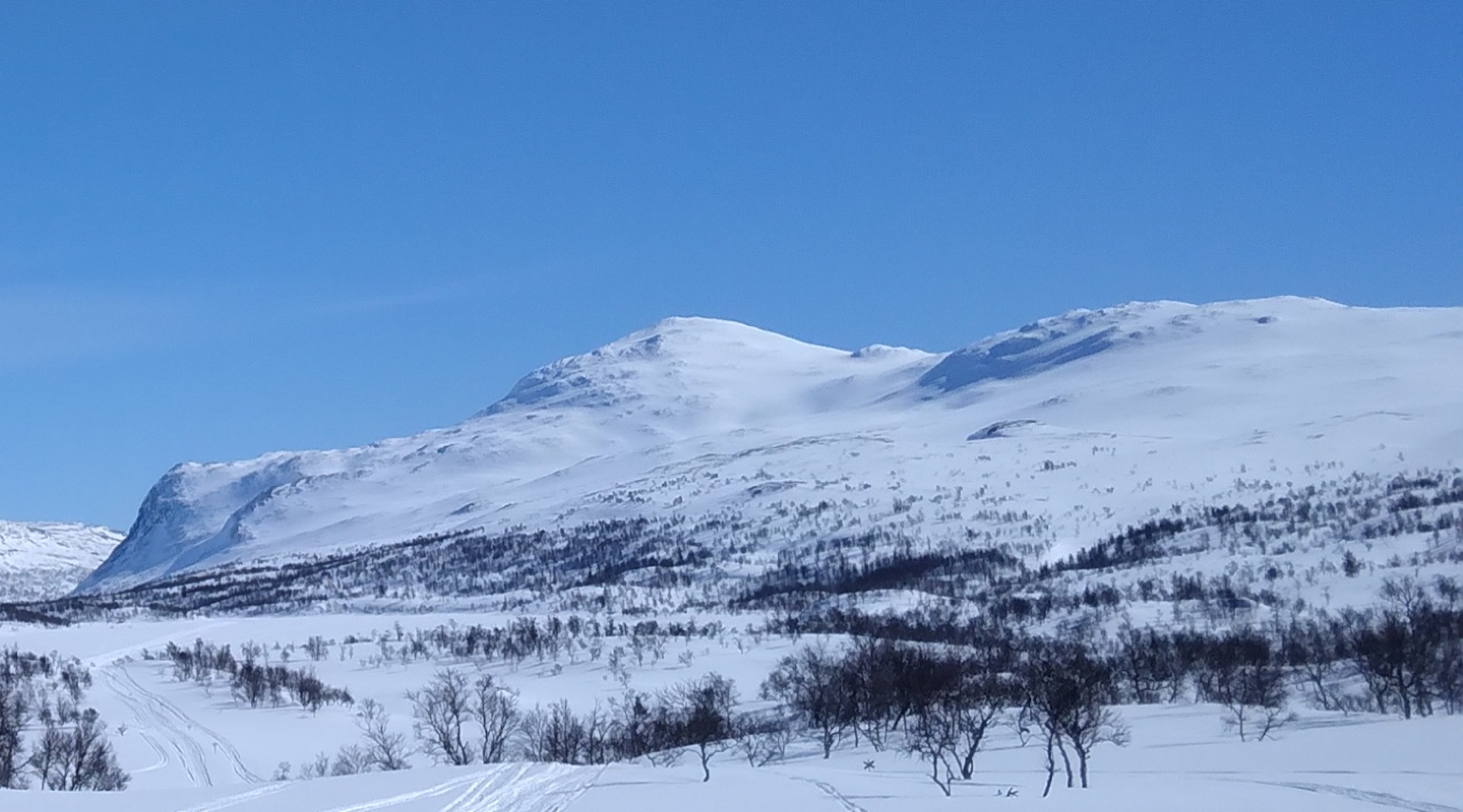
Sielkentjakke

I de centrala delarna av Frostviken finns det stora fjällmassivet Mellanskogsfjäll. Det ligger söder om Daimadalen och Uredakke, norr om Väktardalen och Jerikklumpen, öster om Stor-Blåsjön och Lill-Blåsjön, väster om trakterna kring Trångmoån och nordväst om Blomhöjden. Här finns det gott om toppar över 1000 meter, däribland Aerhtsege, Mellanskogsfjället, Noerhte Snjaptja och Sielkentjakke, som är massivets och Frostvikens högsta fjäll. Stora delar av Mellanskogsfjäll ligger i Ohredahke sameby. Inga naturreservat finns i fjällmassivet förutom Daimadalen och Väktardalen som ligger på varsin sida om området. Fjällbjörkskogen finner man här oftast på runt 600-720 meters höjd, trädgränsen varierar mellan 720 och 750 meter över havet (växtligheten når på ett litet antal platser över 780 meter, på Ertsekes södra fjällsida når träden över 800 meter) och kalfjällets gräns når som lägst cirka 700 meter, exempelvis vid Sipmesjaure.
Vid Mellanskogsfjälls sydöstra del ligger Gransjödalen, en dal som sträcker sig runt 15 km in i fjällmassivet, från Krovhtenvaellies sydsluttning till trakterna norr om Blomhöjden. Genom dalen rinner en älv som avvattnar bland annat sjöarna Durrenjaure (815 meter över havet) och Gransjön (580 meter över havet).   

### Uredakke
Uredakke, som på samiska kallas Ovredahke, ligger norr om Mellanskogsfjäll och genomskärs av naturreservatet Daimadalens gräns. Norr om massivet ligger en stor dalgång med de stora sjöarna Värjaren och Lejaren. I söder ligger ännu en dalgång med sjöar som Ullersjön, Friningen och Övre Härbergsvattnet samt Nedre Härbergsvattnet. De högsta topparna är Sjeltietjahkes södra respektive norra toppar (1094 samt 1085 m ö.h.), Gierhkienaesientjahke (1048 m ö.h.) och Lejarfjället (1047 m ö.h.). 
Ohredahke är ganska låglänt jämfört med Mellanskogsfjäll och Stekenjokk. Det finns få toppar högre än 1000 meter och massivets genomsnittliga höjd är relativt låg.  